# Contours
Contours – drugi album studyjny amerykańskiego multiinstrumentalisty jazzowego Sama Riversa, wydany z numerem katalogowym BLP 4206 i BST 84206 w 1967 roku przez Blue Note Records.

## Powstanie
Materiał na płytę został zarejestrowany 21 maja 1965 roku przez Rudy’ego Van Geldera w należącym do niego studiu (Van Gelder Studio) w Englewood Cliffs w stanie New Jersey. Produkcją albumu zajął się Alfred Lion.

## Lista utworów
Opracowano na podstawie materiału źródłowego.
Wydanie LP
Strona A
| Nr | Tytuł utworu            | Muzyka     | Długość |
| -- | ----------------------- | ---------- | ------- |
| 1. | „Point of Many Returns” | Sam Rivers | 9:24    |
| 2. | „Dance of the Tripedal” | Rivers     | 10:10   |
|    |                         |            | 19:34   |

Strona B
| Nr | Tytuł utworu            | Muzyka | Długość |
| -- | ----------------------- | ------ | ------- |
| 1. | „Euterpe”               | Rivers | 11:46   |
| 2. | „Mellifluous Cacophony” | Rivers | 9:01    |
|    |                         |        | 20:47   |

Utwór dodatkowy na reedycji (2004)
| Nr | Tytuł utworu                             | Muzyka | Długość |
| -- | ---------------------------------------- | ------ | ------- |
| 1. | „Mellifluous Cacophony (alternate take)” | Rivers | 9:05    |
|    |                                          |        | 9:05    |

## Twórcy
Opracowano na podstawie materiału źródłowego.
Muzycy:
- Sam Rivers – saksofon tenorowy, saksofon sopranowy, flet
- Freddie Hubbard – trąbka
- Herbie Hancock – fortepian
- Ron Carter – kontrabas
- Joe Chambers – perkusja

Produkcja:
- Alfred Lion – produkcja muzyczna
- Rudy Van Gelder – inżynieria dźwięku
- Reid Miles – projekt okładki, fotografia na okładce
- Don Heckman – liner notes
- Michael Cuscuna – produkcja muzyczna (reedycja z 2004)